# Gallow Hill

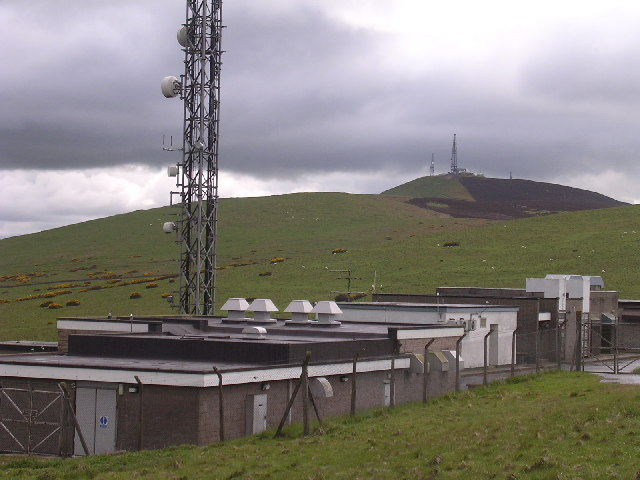
Gallow Hill

Der Gallow Hill (deutsch „Galgenhügel“) ist ein 378 m ASL hoher Hügel nordwestlich von Tealing in Angus in Schottland.
Bekannt ist der Gallow Hill vor allem bei Archäologen: Auf dem Hügel befinden sich prähistorische Cup-and-Ring-Markierungen, die Felsritzungen vom Gallow Hill.